# Demologos
Военный пароход «Демологос»(лат.  Demo Logos — Глас Народа), также известный как «Фултон» — первый в мире паровой военный корабль. Был построен в США по проекту Роберта Фултона, для защиты гавани Нью-Йорка во время англо-американской войны 1812-1815 года. В боевых действиях не участвовал; большую часть карьеры провел в резерве и погиб от взрыва пороха в 1829 году.

## История
Во время англо-американской войны 1812—1815 годов, англичане, активно используя своё значительное превосходство на море, установили блокаду американского побережья, прерывая американскую морскую торговлю, коммуникации и препятствуя выходу в море американских приватиров. Значительно уступающий британскому, американский флот не имел большого числа военных кораблей, способных снять блокаду, и не мог обзавестись ими в разумное время. Единственным способом изменить положение дел на море для американцев была технологическая импровизация.
В 1814 году Конгресс США одобрил предложение инженера Роберта Фултона: построить для обороны гавани Нью-Йорка плавучую батарею с паровым двигателем. Такой корабль, за счет своей не зависящей от ветра мобильности, имел бы существенные преимущества над обычными парусниками в мелких прибрежных водах. Кроме того, отсутствие мачт и парусов позволяло значительно увеличить защищенность корабля по сравнению с обычными.
Корабль под названием «Демологос» был заложен 20 июня 1814 года на частной верфи в Нью-Йорке. Постройка продвигалась довольно быстро, и 29 октября корабль был уже спущен на воду. После смерти Фултона в январе 1815 г. корабль был переименован в «Фултон» в его честь.

## Конструкция

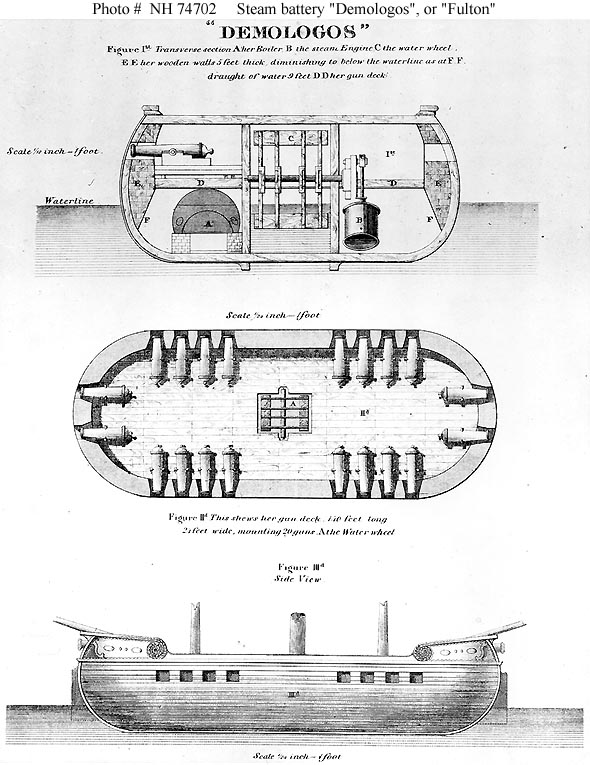
Исходный чертёж «Демологоса», представленный Конгрессу. В ходе работы проект был пересмотрен и корабль значительно отличался от проектного вида.

Будучи первым в мире паровым военным кораблём, «Демологос» представлял собой радикальный отход от принципов военного кораблестроения того времени. Он был двухкорпусным катамараном, водоизмещением около 1450 тонн, длина его составляла 46,69 метра, ширина 18 метров и осадка — 4 метра. Приводившее его в движение гребное колесо располагалось между корпусами, таким образом надёжно защищённое от вражеского огня.
Двигателем «Демологоса» служила паровая машина с единственным качающимся цилиндром, установленная в его левом корпусе: топки и котлы располагались в правом корпусе. Мощность паровой машины не превышала 120 лошадиных сил; при благоприятных погодных условиях корабль развивал ход до 5,5 узлов.
Благодаря столь необычной компоновке, Фултону удалось и успешно решить проблему защиты движителя в бою, и значительно улучшить собственно защищённость корабля. Надводные борта «Демологоса» были усилены мощной деревянной подкладкой толщиной до полутора метров. Такая деревянная «броня» могла успешно выдерживать попадания ядер даже самых тяжёлых морских орудий начала XIX века, и не пробивалась их сравнительно легкими бомбами, не обладавшими достаточной энергией, чтобы заглубиться в неё перед взрывом..
Вооружение «Демологоса» по проекту должно было состоять из тридцати 32-фунтовых пушек; по двенадцать с каждого борта, и по шесть на носу и на корме. Однако, из-за проблем с производством артиллерии, вызванных блокадой, вооружение корабля на практике сильно различалось. На носу и корме «Демологоса» были также предусмотрены позиции для огромных 100-фунтовых колумбиад; однако из-за возникших проблем эти орудия так и не были установлены.
Ряд источников указывает, что на «Демологосе» Фултон также собирался установить другое своё изобретение — специальной конструкции клапаны в подводной части корпуса, через которые тяжёлые орудия в трюме могли вести огонь, поражая подводный борт кораблей противника. Подобное решение было технически возможно (правда, только на очень небольших дистанциях), и в случае успешного применения позволило бы «Демологосу» чрезвычайно быстро отправить на дно любой неприятельский корабль. Однако, нет точной информации, были ли на самом деле орудия для подводной стрельбы установлены на «Демологосе».

## Служба

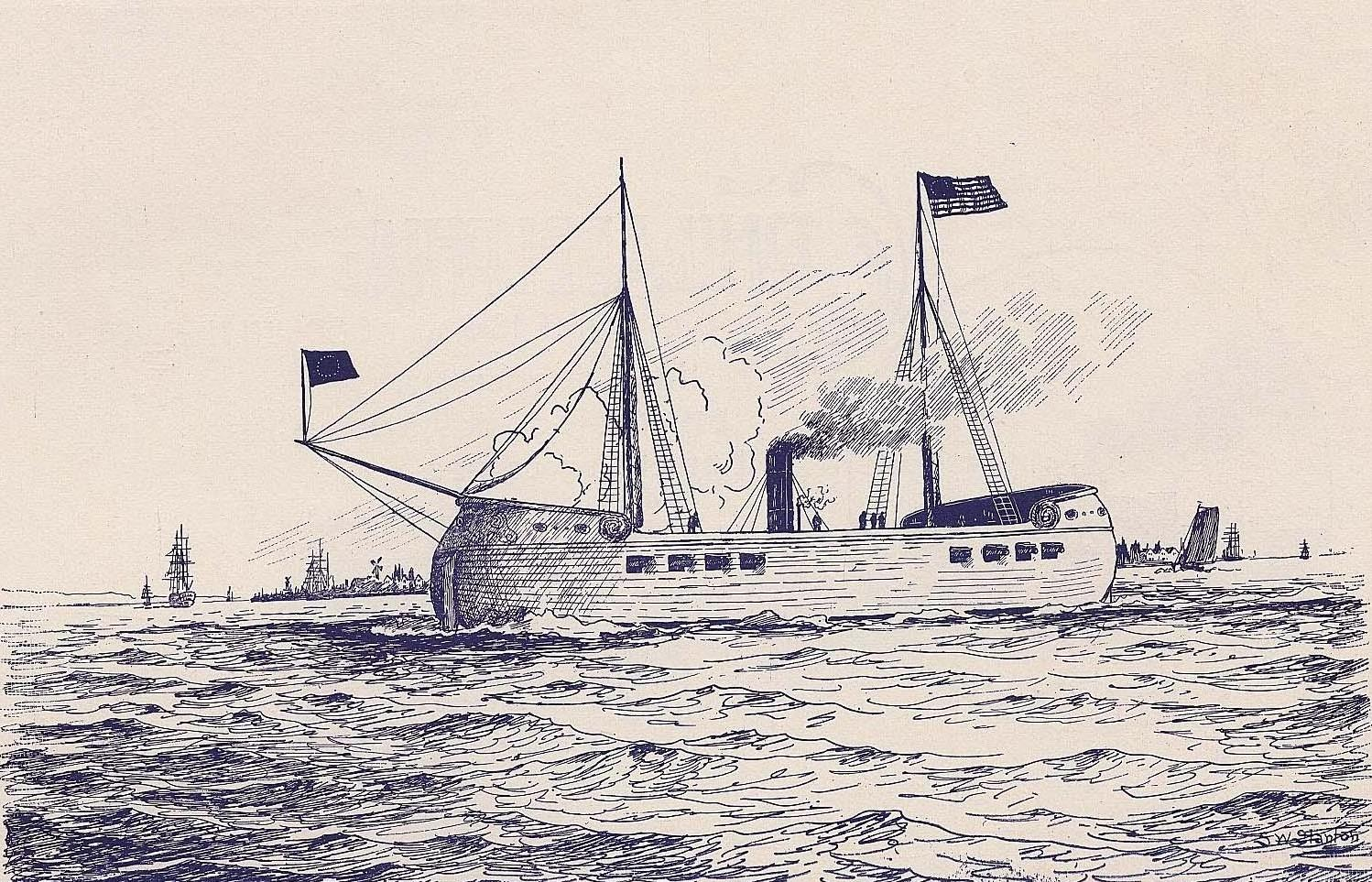
«Демологос» на ходу (рисунок). Корабль ошибочно изображен с одной трубой, в то время как он имел четыре тонкие трубы квадратом на правом корпусе.

«Демологос» был принят в состав флота США в начале 1816 года. К этому времени, война с Великобританией завершилась в феврале 1815 г. мирным договором, восстановившим довоенные границы; уникальный корабль опоздал к военным действиям. Сильно пострадавшие экономически от блокады и британских амфибийных операций, США были вынуждены отказаться от предполагавшегося строительства других однотипных ему кораблей.
Сразу же после завершения строительства «Демологос» был назначен в береговую оборону Нью-Йорка. Для экономии угля, корабль был оснащен легким парусным вооружением. Его единственная активная служба продолжалась всего сутки: в сентябре 1816 г. корабль провез нового президента США Джеймса Монро по гавани Нью-Йорка с целью продемонстрировать возможности американского флота. Иностранные державы проявили к кораблю большой интерес и даже рассматривали возможность купить его, однако из-за ограниченной мореходности «Демологоса» эти планы не были реализованы.
В 1821 году «Демологос» был разукомплектован, его орудия и машина перевезены для лучшей сохранности на берег, а сам корабль помещен на хранение. С 1825 года, он использовался в Нью-Йорке как плавучая казарма. 4 июня 1829 года на корабле произошел взрыв порохового склада, полностью разрушивший «Демологос».

## Оценка проекта
«Демологос»/«Фултон» был первым военным кораблем, на котором был применен паровой двигатель. Для своего времени, этот военный пароход был настоящим инженерным чудом; на нем были успешно решены многие проблемы, встававшие в дальнейшем перед строителями военных пароходов. В то же время, из-за ограничений доступной в то время технологии, конструкция «Демологоса» содержала ряд принципиальных ограничений; корабль имел низкую мореходность и невысокую автономность из-за неэкономичного расхода угля ранними паровыми машинами.
Хотя «Демологос» не успел принять участия в войне, для которой он строился, его значительный потенциал как корабля береговой обороны не подлежит сомнению. Независимый от ветра, лишенный уязвимых парусов или весел, «Демологос» в прибрежных водах представлял собой значительную опасность для любого парусного корабля. Его толстая деревянная «броня» позволяла ему выдерживать выстрелы любых морских орудий того времени без урона; в то же время, мощная бортовая батарея и огромные колумбиады «Демологоса» могли быстро превратить даже могучие 120-пушечные парусные линейные корабли в пылающие развалины.
Успей «Демологос» вступить в строй до конца войны, он мог бы оказать существенное влияние на её ход. Британский флот, вероятно вынужден был бы снять блокаду Нью-Йорка, так как в случае внезапного штиля, парусные корабли блокадной эскадры оказались бы совершенно беспомощны перед атакой «Демологоса».

## Сноски
1. ↑  Следует заметить, что «Демологос»/«Фултон» так и не получил официально признанного флотом названия.
2. ↑  Однако, появившиеся в 1830-х крупнокалиберные бомбические орудия — стрелявшие тяжёлыми бомбами, обладавшими достаточной энергией, чтобы перед взрывом заглубиться в деревянный борт — сделали подобную защиту бесполезной.
3. ↑  Очень тяжёлых гладкоствольных пушек, использовавшихся в США для береговой обороны
4. ↑  Фултон провёл на практике несколько испытаний со стрельбой из расположенных под водой орудий по макету подводного борта деревянного корабля в 1812 году. Он пришёл к выводу, что 100-фунтовая колумбиада, стреляя через клапан его конструкции, сумеет пробить обшивку 74-пушечного линейного корабля с расстояния 3-5 метров. Однако, предлагая флоту США проект корабля, несущего подводные пушки, Фултон имел в виду не «Демологос», но небольшие, низкобортные паровые канонерки, оснащённые только подводной артиллерией.